# Кратил
Эта статья о философе Кратиле. См. также Кратил (Платон)
Крати́л (др.-греч. Κρατύλος; 2-я половина V века — начало IV века до н. э.) — древнегреческий философ-досократик, последователь Гераклита (гераклитовец), афинянин.
Кратил был учеником софиста Протагора. Платон знал его лично, учился у него до встречи с Сократом и уважал его.

## Учение
Согласно современным представлениям, Кратил был последователем Гераклита, который довёл его учение о постоянных движении и изменчивости всего вокруг до абсурда. Тезис Гераклита «Нельзя войти в одну реку дважды» абсолютизируется: «В одну и ту же реку нельзя войти даже один раз». На момент погружения вода в реке уже не та, которая была в момент вхождения. Да и мы сами несколько изменились за этот промежуток времени. По этой логике даже одну и ту же вещь нельзя называть по имени. Ведь «имя» одно и то же, а вещь изменчива. Соответственно на неё следует лишь указывать пальцем, то есть, используя современную терминологию, пользоваться невербальные способы коммуникации.
Кратил до предела усилил учение Гераклита о всеобщей «текучести» вещей. Он полагал, что об абсолютно изменчивом (текучем) и лишённом качественной определённости нельзя сделать никакого определённого высказывания. Ни о какой вещи вообще ничего нельзя сказать, её нельзя обозначить, и о ней нельзя вынести суждения (или же можно говорить всё что угодно). Поскольку о вещах нельзя высказываться, то на них можно только указывать жестами:
«[Кратил] считал, что не следует ничего говорить, а только шевелил пальцем и упрекал Гераклита за то, что он сказал, что нельзя дважды войти в одну и ту же реку; сам он считал, что нельзя и один раз»
По некоторым данным (видимо, по легенде) он был слепым и якобы даже сам выколол себе глаза, чтоб не видеть несовершенство мира.
В одноимённом диалоге, полемически направленном против учения Гераклита, Кратил является одним из главных персонажей-участников. Темой диалога является происхождение языка и образовании слов, при этом Кратил-персонаж высказывает взгляды несколько отличные от того, что известно по другим источникам. По мнению Кратила-персонажа, для каждой из вещей имеется правильность имени по природе, поэтому от природы существует одно и то же имя для всех людей — и для эллинов, и для варваров. Имя не есть результат условного соглашения.